# Règlements de minuit
Les « règlements de minuit » (« Midnight regulations») sont aux États-Unis la législation du gouvernement fédéral des États-Unis mise en place par la Maison-Blanche, son administration et ses agences exécutives au moment de la période de transition, comprise entre le moment de la reconnaissance des résultats du vote, et celui du départ du président sortant (dit lame duck, c'est-à-dire Canard boiteux dans la période de transition). Pour désigner cette frénésie de création de décrets, normes ou directives en toute fin de mandat, on évoque parfois aussi le phénomène via l'expression « Lame duck administration » ou « effet Cendrillon » (Cinderella effect pour les anglophones).
Il est courant que les administrations sortantes aient alors à précipitamment intégrer des règlements « de dernière minute », souvent à la suite de pressions politiques pour les approuver avant que la nouvelle équipe présidentielle soit en position de légiférer. 
Il est ainsi courant depuis les années 1980 qu'en fin de mandat d'un président, les soumissions de réglementations à forts impacts économiques ou, selon les cas, à impacts positifs ou négatifs pour l'environnement, la santé et le climat doublent presque. 
Ces « règlements de minuit », imposés en urgence, souvent sans analyse approfondie ni consultation publique, de la chambre ou du sénat peuvent en outre cacher des promesses de campagnes ou répondre à des pressions de lobbies, et par ailleurs « lier » les mains du nouveau président et de son administration.

## Limites, critiques, controverses
Du point de vue des analystes des sciences politiques et de la démocratie, ces poussées d'activité réglementaire ne sont pas nécessairement malveillantes ni toujours inutiles (de nombreux dossiers prennent naturellement du retard lors d'un mandat), mais elles sont fortement questionnées, voire mises en question, car elles peuvent facilement avoir un caractère manipulateur et/ou revenchard (dans le cas de Donald Trump par exemple) et aussi car elles empêchent de respecter les délais de consultation publique et/ou la durée de l'examen réglementaire par le Bureau de l'information et des affaires réglementaires, l'OIRA, qui est une division du Bureau de la gestion et du budget (en anglais : Office of Management and Budget), lequel fait partie du Bureau exécutif du Président) ; l'OIRA doit superviser la mise en œuvre des politiques gouvernementales et examiner les dizaines de milliers de pages de projets de règlementations, en vertu du Décret 12866 , de la loi sur la réduction de la paperasse, et de la loi sur la qualité de l'information. Un critère d'impact économique a été intégré pour diminuer les dossiers soumis à l'OIRA (réduisant le temps moyen d'examen de tous les règlements d'environ deux tiers). Si l'on admet que l'examen d'un texte par l'OIRA améliore la qualité de la réglementation nationale, alors les poussées réglementaires de fins de mandats, qui réduisent ce temps d'examen, pourraient nuire à cette amélioration.
Le juriste BJ Sanford juge ces réglementations de minuit entachées d'un double facteur d'illégalité ; elle outrepassent les délais légaux d'analyse du texte, et elles concentrent anormalement le pouvoir dans les mains du seul président.

## Processus de création desréglementations de minuit
Le Congrès des États-Unis peut adopter des lois-cadre qui ne définissent parfois que de larges mandats politiques, à préciser ensuite par des décrets de l'administration et ses agences (une sorte d'équivalent du décret ministériel en France). 
C'est la création par ces décrets de règles précises, par des agences spécialisées du pouvoir exécutif qui apportent les détails nécessaires à l'application de ces lois. 
L'élaboration de ces règles fournit aussi à une administration la possibilité d'exercer une influence politique sur le gouvernement sans avoir à passer par le Congrès pour modifier la loi.
La loi fédérale américaine présente deux caractéristique encourageant cette stratégie politique :
- elle impose une période d'attente de soixante jours avant que toute modification réglementaire majeure ne devienne une loi. Certains présidents tentent donc, en s'appuyant sur leur majorité du moment, de publier de nouvelles réglementations majeures avant le 21 novembre[7], c'est-à-dire 60 jours avant l'investiture du nouveau président le 20 janvier ;
- pour les réglementations dites « mineures » ou celles qui ont un impact financier évalué à moins de 100 millions de dollars sur l'économie américaine, ou estimées sans importance politique[8], la loi fédérale n'impose qu'une période d'attente de 30 jours.

Tom Firey, du magazine Regulation du Cato Institute affirme que la plupart des règlements de minuit ne seraient, que des actions politiques symboliques, plutôt que des changements réglementaires majeurs. Les règlements qui n'ont as encore pris un statut de loi peuvent encore être suspendus (gelés) par le nouveau président.

## Difficultés d'annulations
Théoriquement : 
1. les réglementations entrant en vigueur avant l'entrée en fonction d'un nouveau président peuvent toujours être annulées par les mêmes agences exécutives. Mais il faut alors mettre en branle un long et lourd processus d'élaboration de règles beaucoup, qui va détourner une partie des forces de la nouvelle administration de ses propres objectifs réglementaires, et lui faire perdre du temps[8].
2. ces règlements étant des interprétations faites par les agences exécutives de textes précédemment adoptés par le Congrès, le Congrès peut à nouveau modifier ou annuler ses textes et produire de nouveau règlements via mandats statutaires plus explicites.
3. le Congrès peut annuler le règlement (en vertu de la Congressional Review Act de 1996, exigeant l'approbation du Congrès pour toute règle similaire publiée à l'avenir)[11].

Dans ces deux premiers cas, la durées de la période durant laquelle les règlements contestés restent en vigueur peut compromettre certains objectifs du nouvel exécutif. Par exemple, une espèce protégées peut être à nouveau chassée, ou la construction d'une centrale électrique très polluante peut-être lancée, l'agriculture intensive poursuivie, en consommant un budget qui sinon aurait pu être utilisé pour des alternatives plus propres ou sûres. La troisième solution est également longue, et très rarement utilisée : sur environ 50 000 règlements adoptés depuis l'adoption de la loi, seuls quinze ont été ainsi annulés

## Histoire
De nombreux présidents américains, républicains et démocrates, ont usé de cette possibilité de légiférer en dernière minute. 
L'expression « règlement de minuit » est entré dans le vocabulaire américain en 1980–81, durant les derniers mois du mandat (unique) de Jimmy Carter comme président. Il est une allusion aux "juges de minuit" nommés par John Adams dans les derniers mois de sa présidence.
À cause des règlements de minuit, depuis 1948, pendant les périodes comprises entre une élection présidentielle et l'investiture d'un président d'un autre parti, le Federal Register compte en moyenne 17% de pages de plus que pendant la même période les années « non-électorales »,.

### Jimmy Carter

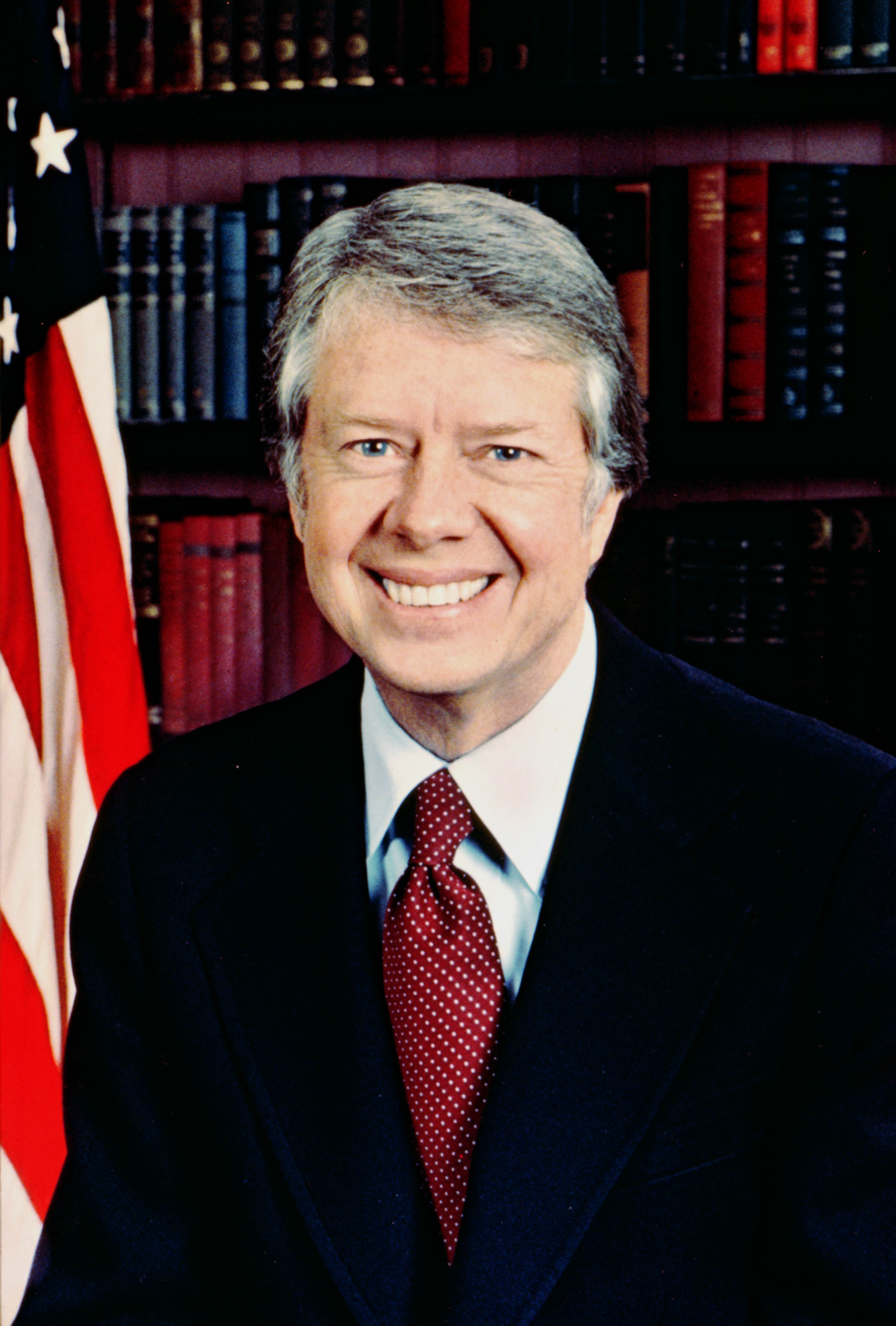
Jimmy Carter a été le premier président à largement utiliser les règlements de minuit.

Il a été le premier président à faire un usage intensif des règlements de minuit : L'administration Carter a établi un record avec plus de 10 000 pages de décrets publiées entre le jour de l'élection de son successeur Ronald Reagan et le jour de son investiture (24.531 pages selon Susan Dudley du Heartland Institute).

### Bill Clinton
L'administration Clinton a promulgué une série de décrets limitant l'exploitation forestière et la peinture au plomb ; augmentant l'efficacité énergétique de certains appareils électriques (climatiseur, pompe à chaleur et machine à laver) ; et renforçant le secret médical (confidentialité des dossiers médicaux). L'un des règlements de minuit de Bill Clinton a imposé une norme de potabilité de l'eau plus stricte pour l'arsenic (après des années d'étude de l'EPA qui n'arrivaient pas à déboucher sur une réglementation sur ce sujet). 

Bien que Bush ait suspendu le nouveau règlement lors de son entrée en fonction, le chef de l'EPA, Christine Todd Whitman, l'a finalement approuvé. 
En 2001, quand le nouveau président George W. Bush est entré en fonction, son administration a agi pour bloquer la mise en œuvre de 90 décrets publiés dans les derniers mois de l'administration Clinton, mais qui n'étaient pas encore entrées en vigueur.

### George W. Bush

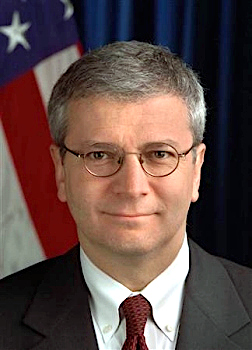
Joshua Bolten (chef de cabinet de Bush) a demandé aux agences américaines d'adopter des règlements de dernière minute à temps pour qu'ils aient force de loi avant la fin du second mandat de Bush.

Quand elle s'est installée, l'administration Bush a accepté de nombreux « règlements de minuit » émis par l'administration Clinton, sans chercher à les contrecarrer, soit qu'elle les ait jugés d'intérêt général, soit trop couteux (en temps ou politiquement parlant) à retirer.
Mais à la fin de ce mandat présidentiel, George W. Bush s'est empressé de « légiférer dans l'ombre »,. Une note de son chef de cabinet (Joshua Bolten) a imposé aux agences administratives d'adopter en urgence un certain nombre de réglementations (ou déréglementations), pour qu'elles aient force de loi avant la fin du second mandat de Bush. 
L'administration Bush a ainsi rapidement approuvé des milliers de pages concernant des dizaines de nouvelles règles nouvelles , établissant un nouveau record. 
Selon Matt Madia (analyste politique au sein du groupe de défense OMB Watch), bon nombre des 70 décrets/règlements édictés dans les derniers jours du passage de G Bush à la Maison-Blanche ont été promulgués pour freiner ou empêcher les politiques environnementales et climatiques existante ou  annoncées par Barack Obama et les démocrates,. Joshua Bolten, dans une note de service adressée aux agences dès mai 2008 invitait ces agences (pour rappel, aux Etats-Unis, une Agence a souvent des missions et pouvoirs équivalents à ceux d'un ministères en France, avec bien plus de moyens financiers) à soumettre ces décrets avant le 1er novembre (un règlement ne prend effet que 30 à 60 jours après sa finalisation, en demandant qu'ils soient achevés avant le 1er novembre, Bush s'assurait qu'ils seraient appliqués au moment où Obama prendrait ses fonctions). Plusieurs fonctionnaires de l'EPA ont émis au moins 11 notes internes de « non-concordance » critiquant l'incompatibilité de ces textes avec le cadre réglementaire en place (Clean Air Act notamment).
Les règles finalisées et proposées comprenaient :
- une règle de dérèglementation concernant les fermes industrielles ;
- une règle adoptée ouvrant le domaine public de l'État au forage préalable au développement de l'extraction de schistes bitumineux ;
- une règle entrée en vigueur le 12 janvier permettait aux sociétés minières de raser les sommets des montagnes avec des explosifs, de faire sauter le sol et la roche pour exposer les veines de charbon et d'enterrer les rivières et les ruisseaux dans le processus[22] ;
- dès le 15 janvier, les fonctionnaires fédéraux pouvaient en outre approuver des projets tels que barrages, mines et exploitations forestières sans préalablement consulter les experts de l'US Fish and Wildlife Service (FWS) chargés de la protection des espèces en voie de disparition[22] ;
- un règlement proposait de modifier l'échelle de mesure des taux d'émissions, ce qui aurait permis  aux centrales électriques d'augmenter la pollution de l'air une fois leur équipement modernisé. Ce projet de règle a été officiellement critiqué par les membres du personnel du Bureau de l'application et de l'assurance de la conformité de l'EPA et des 10 bureaux régionaux de l'EPA[22] ;
- un autre règlement devait permettre à l'air des parcs nationaux de se détériorer, également grâce à des changements de comptabilité des émissions des centrales électriques. Les responsables du National Park Service et les responsables des 10 bureaux régionaux de l'EPA s'y sont formellement opposés[22] ;
- une proposition de règle prévoyant une clause de conscience pour les travailleurs des hôpitaux recevant de l'argent fédéral (en particulier les hôpitaux publics), leur permettant de refuser de pratiquer l'avortement ou même de dispenser des contraceptifs[24].

Plusieurs autres règles avaient déjà été adoptées fin 2008, dont une augmentation du nombre maximal d'heures de service des chauffeurs de camion (maximal porté à onze heures par jour), et une autre limitant les congés des employés en vertu de la loi sur le congé familial et médical. 
Ce flot de règlements, qui a notamment surchargé l'EPA de travail tout en l'exposant à des injonctions paradoxales,, a suscité de nombreuses critiques.

### Barack Obama
Quelques heures après son entrée en fonction, le président Obama a ordonné à son administration et à toutes les agences exécutives de suspendre la promulgation de toute règle proposée pendant l'administration Bush jusqu'à ce que la nouvelle administration puisse les examiner. 
Le magazine environnementaliste Grist note que ces efforts n'ont été efficaces que dans quelques cas ; parfois l'administration Obama a tenté d'inverser certaines règles par le biais du Congrès, et d'autres par le même lent processus administratif de réglementation, pendant que divers lobbies (industries minière, pétrolière, gazière et du charbon notamment) contestaient d'autres réglementations environnementales devant les tribunaux.

Un sous-comité sur le droit administratif de la Chambre démocratique des représentants a tenu une audition sur les règlements de minuit le mois suivant l'investiture d'Obama.
L'administration Obama a annulé certaines des réglementations anti-environnementales de Bush, dont via le Clean Air Act. 
Puis avant sa fin de mandat, l'Administration Obama semble avoir cherché à anticiper pour les éviter les réglementations de minuit ; dès la fin 2015, avec une note d'Howard Shelanski (administrateur de l'OIRA , le Bureau de l'information et des affaires réglementaires) : « Dans la mesure du possible et conformément à vos priorités, obligations statutaires et délais juridiques, cependant, les agences devraient s'efforcer d'achever leurs règles les plus prioritaires d'ici l'été 2016 pour éviter une ruée de fin d'année qui pourrait réduire la qualité des réglementations que l'OIRA reçoit ».

Dans le dernier programme unifié de l'administration Obama, il y a néanmoins eu 25 règlements notables dans la «période de minuit» avec des estimations de coûts réglementaires combinées (à partir des versions de «règle proposée») d'environ 44,1 milliards de dollars.
À partir de novembre 2016 (le premier mois de la «période de minuit» d'Obama), l'OIRA a achevé l'examen de 57 projets de règlementations (+26% par rapport au rythme mensuel du reste de 2016). Quatorze de ces mesures étaient des règles "économiquement importantes". Cela représente le deuxième total le plus élevé de toute «période de minuit» de novembre depuis au moins 1996. Le nombre de texte passé en décembre a aussi été élevé
Les règlements notables de novembre 2016 comprenaient :
- des normes sur des ventilateurs de plafond [37]
- la révision de la valeur nutritive pour la viande et de la volaille [38]
- des normes sur la sécurité de l'équipement des passagers[39]
- des normes sur les agrocarburants pour 2017 [35]

À la Chambre, les républicains (formant l'opposition à Obama) ont présenté une législation permettant de vérifier les règles de minuit de l'administration Obama. 
Le représentant Darrell Issa a présenté le projet de loi HR 5982, ou « Midnight Rules Relief Act of 2016 », modifiant la Congressional Review Act afin de permettre au Congrès d'envisager une résolution commune pour désapprouver plusieurs règlements que les agences fédérales ont soumis à l'examen du Congrès durant les 60 derniers jours de législations de fin de mandat d'un président». Le projet de loi a été adopté à la Chambre des représentants par un vote de 240 contre 179.
Le sénateur Ron Johnson a écrit des lettres à Shelanski et à plusieurs autres agences leur demandant de suspendre l'activité de réglementation pendant cette «période de minuit».

### Donald Trump
Le président Donald Trump début 2021 refuse de concéder sa défaite du 3 novembre 2020. En janvier, le jour de l'assaut du Capitole des États-Unis par des partisans de Donald Trump ce dernier parle d'une victoire qu'on leur a volé. Durant la période de transition (3 novembre 2020 - 20 janvier 2021), son administration pousse les agences à finaliser ses priorités politiques avant que le président élu Joe Biden n'entre en fonction le 20 janvier. 
Les réglementations de minuit sont alors l'ultime effort de l'Administration Trump pour tenter d'inonder le système avec tant de changements de politique, de restrictions et de directives qu'il sera très difficile de les remettre en question ou de les supprimer, Trump cherche notamment à encore affaiblir les protections de l'environnement et des travailleurs, ainsi qu'à développer d'autres politiques de dernière minute, avant le 20 janvier ; ce sont ainsi 78 «règlements de minuit» qu'il cherche à imposer lors de ses derniers jours de fonction, sur des sujets variés que les condamnations à mort, les travailleurs et réfugiés internationaux, en passant par l'industrie pétrolière, celle des médicaments ou les startups technologiques. Des décrets visent les familles pauvres subsistant grâce aux bons alimentaires, les personnes transgenres accueillies dans des refuges pour sans-abri ou les espèces menacées. 
Sans surprise, l'équipe de transition de Joe Biden a déclaré que l'Administration Biden gèlerait les règles en suspens dès l'entrée en fonction du nouveau président. Et es démocrates pourraient aussi annuler des changements de dernière minute dès que le second tour du Sénat de Géorgie leur donnera une faible majorité dans les deux chambres du Congrès. 
Trump a durant tout son mandat cherché à affaiblir l'EPA, notamment en y nommant des administrateurs climatosceptiques et depuis longtemps explicitement et ouvertement hostiles à cette administration. Parmi les décrets les textes les plus contestés : 
- 6 jours après la défaite électorale de Trump, le département américain de l'Agriculture a annoncé aux groupes de sécurité alimentaire un projet de facilitation de l'accès aux chaînes d'abattage et de transformation du poulet, présenté comme visant à développer la vente de volailles, mais risquant d'après les analyses antérieures de l'USDA d'augmenter les risques de blessures chez les travailleurs et de rendre plus difficile la lutte contre les épidémies de salmonelle. Ce texte est une atteinte aux normes nutritionnelles. Une telle modification réglementaire aurait normalement du prendre environ deux ans ; ce passage en force a, selon  ProPublica, « alarmé les défenseurs de la sécurité alimentaire et des travailleurs »[43]
- un autre règlement de dernière minute gèle les restrictions actuelles sur la pollution par les particules fines pour au moins cinq ans, alors qu'il existe un consensus chez les experts qui est que continuer à limiter ces émissions sauverait des milliers de vies par an.
- Un « règlement de minuit » vise à empêcher l'EPA de baser ses politiques et réglementations sur les meilleures études et preuves scientifiquement disponibles en limitant fortement le type d'études qu'elle aurait le droit d'utiliser. Trump tente de faire adopter ce règlement sans période d'attente et sans consultation publique, pour qu'il prenne effet quelques instants avant l'investiture de Joe Biden[43]. La dernière règle (finalisée le 9 décembre), empêchera l'Agence de protection de l'environnement de considérer les maladies évitées et les décès évités comme des avantages à comparer au coût financier de la réduction des polluants atmosphériques lors de la rédaction des règlements en vertu de la loi sur la qualité de l'air (Clean Air Act), fait dénoncé par le British Medical Journal fin 2020[44].

## Effets pervers
Outre que les règlements de dernière minute sont une porte dérobée pour contourner le processus démocratique normal de création et validation du Droit, ces inflations périodiques de règlements (parfois édictés en réponse à des lobbies en échange d'un soutien à la campagne électorale) s'inscrivent dans une tendance d'inflation juridique. 
Cette tendance a été historiquement marquée par l'adoption en 2010 de la loi Dodd-Frank sur la réforme de Wall Street et la protection des consommateurs. C'est la plus grande loi du Congrès dans l'histoire récente, et elle pourrait par ses déclinaisons devenir le plus important texte juridique jamais réalisé. En réponse à la mondialisation et à la complexité croissante du monde, le Congrès tend à produire des textes de loi de plus en plus longs et complexes. 
Selon Patrick A. McLaughlin et ses collègues (juillet 2020) ceci contribue à détériorer la qualité des réglementations que les lois autorisent car, d'une part un texte de Loi-cadre très large peut induire une poussée de réglementation submergeant le processus de contrôle de la qualité juridique ; et d'autre part, car un texte d'une envergure trop large risque de précipiter la création (dans l'urgence de fin de mandat notamment) de nombreuses réglementations par différentes agences qui ciblant le même secteur, sans tenir compte suffisamment de leurs possibles interactions et effets secondaires.

## Observateurs extérieurs
Aux États-Unis, l'ONG ProPublica créée pour détecter et dénoncer les abus de pouvoir suit les réglementations les plus controversées et les plus conséquentes préparées par des agences fédérales à la demande de la Maison-Blanche dans les derniers jours de l'administration Trump. 